# Adriana Bittar

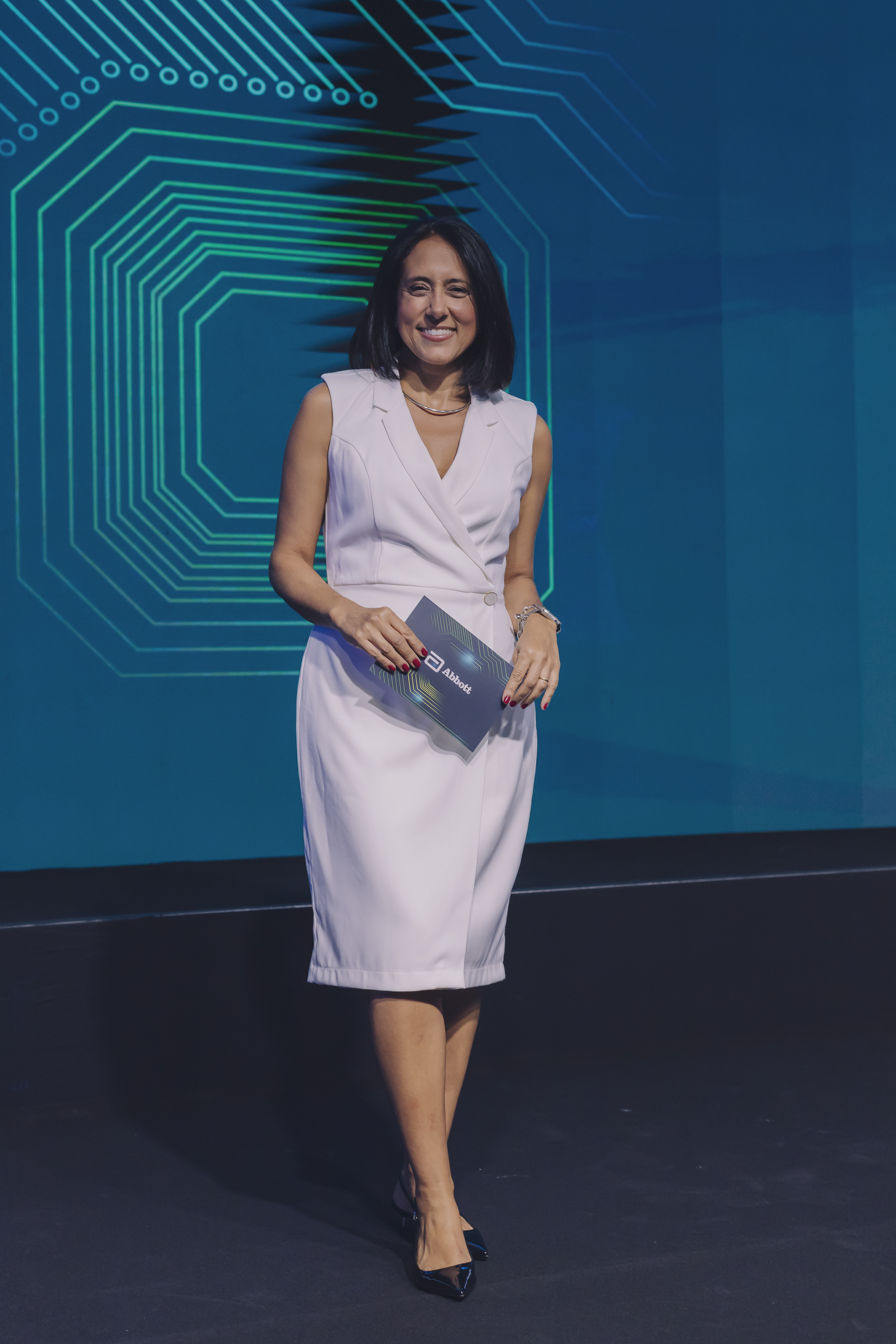
Adriana Bittar (2025)

Adriana Bittar de Santis Suplicy é uma jornalista, mestre de cerimônias e comunicadora brasileira. Nascida em 18 de setembro de 1976, em São Paulo, Adriana Bittar formou-se em jornalismo pela Faculdade de Comunicação Social Cásper Líbero, em 1995. 

## Carreira
Sua primeira experiência profissional foi na Rádio Gazeta AM, onde foi estagiária e posteriormente contratada como redatora. Em 1996 foi contratada pela rádio Bandeirantes, também como redatora. Em 1997 fez sua primeira reportagem para o Canal 21, canal UHF pertencente ao Grupo Bandeirantes, e logo entrou para o time de apresentadores da casa. Ao lado de Celso Zucatelli, comandou a bancada do "Jornal das Seis" e também apresentou um quadro sobre a programação cultural na cidade.

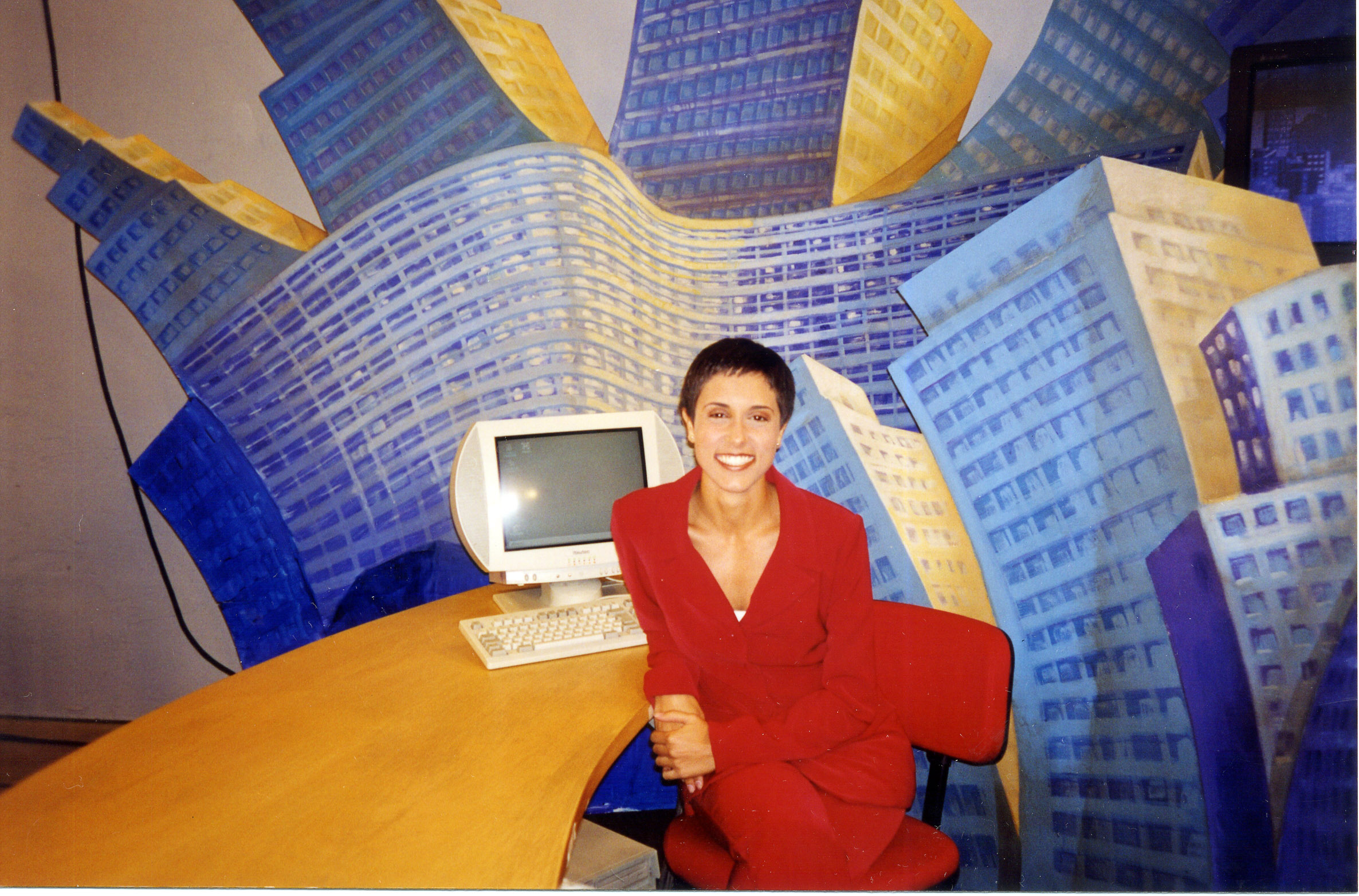
Adriana Bittar no Grupo Bandeirantes (1997)

Em 1998, Adriana migrou para a TV Bandeirantes, atuando como repórter de Esportes e apresentadora do "Esporte Total" e, eventualmente, do "Show do Esporte”.

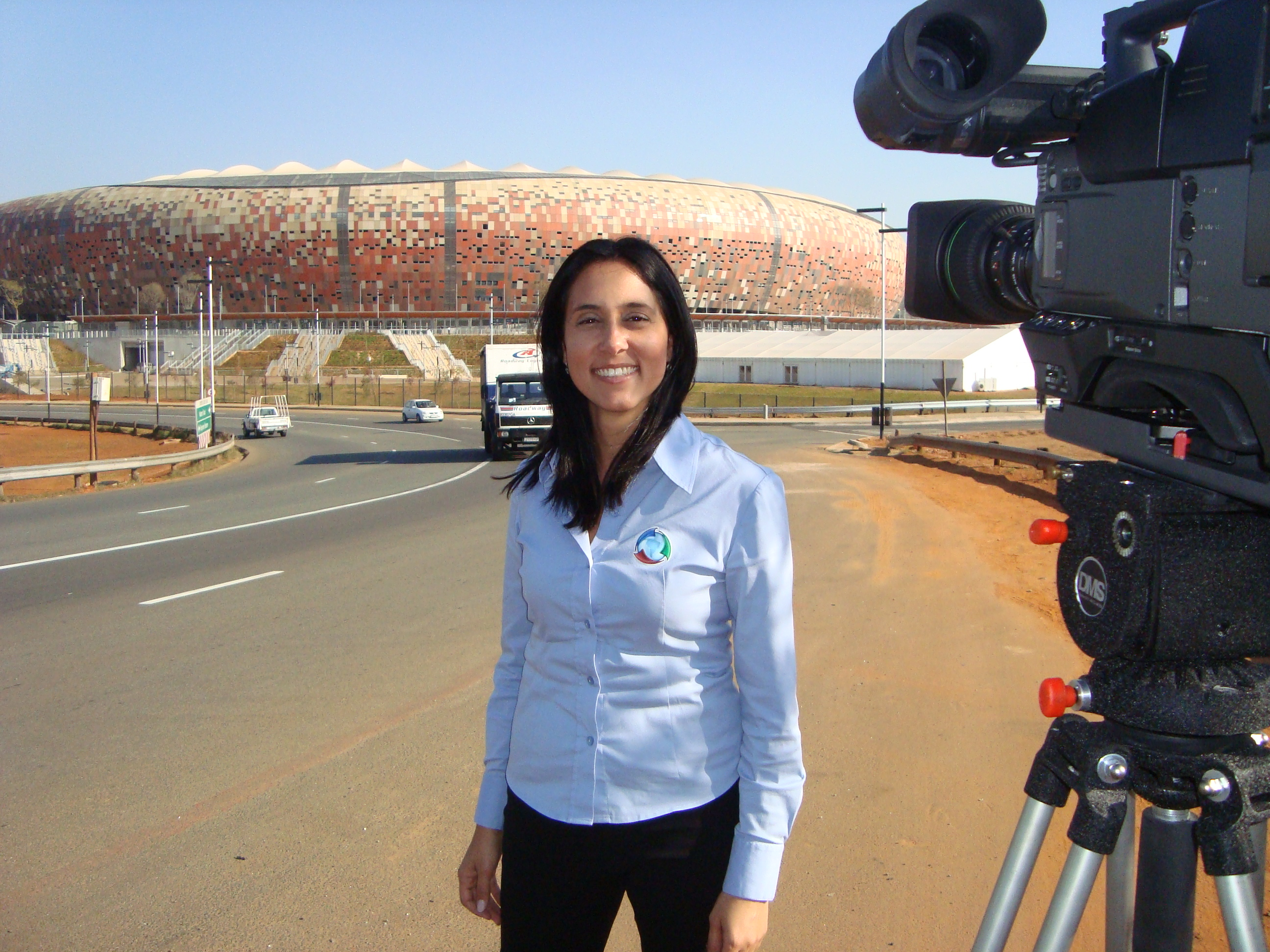
Bittar como jornalista esportiva no Soccer City, em Joanesburgo - África do Sul

Na emissora do Morumbi fez suas primeiras transmissões esportivas como repórter de campo e trabalhou ao lado de grandes nomes do Esporte, como Luciano do Valle, Álvaro José, Fernando Vanucci, Silvia Vinhas, Hortência, entre outros.[carece de fontes?]

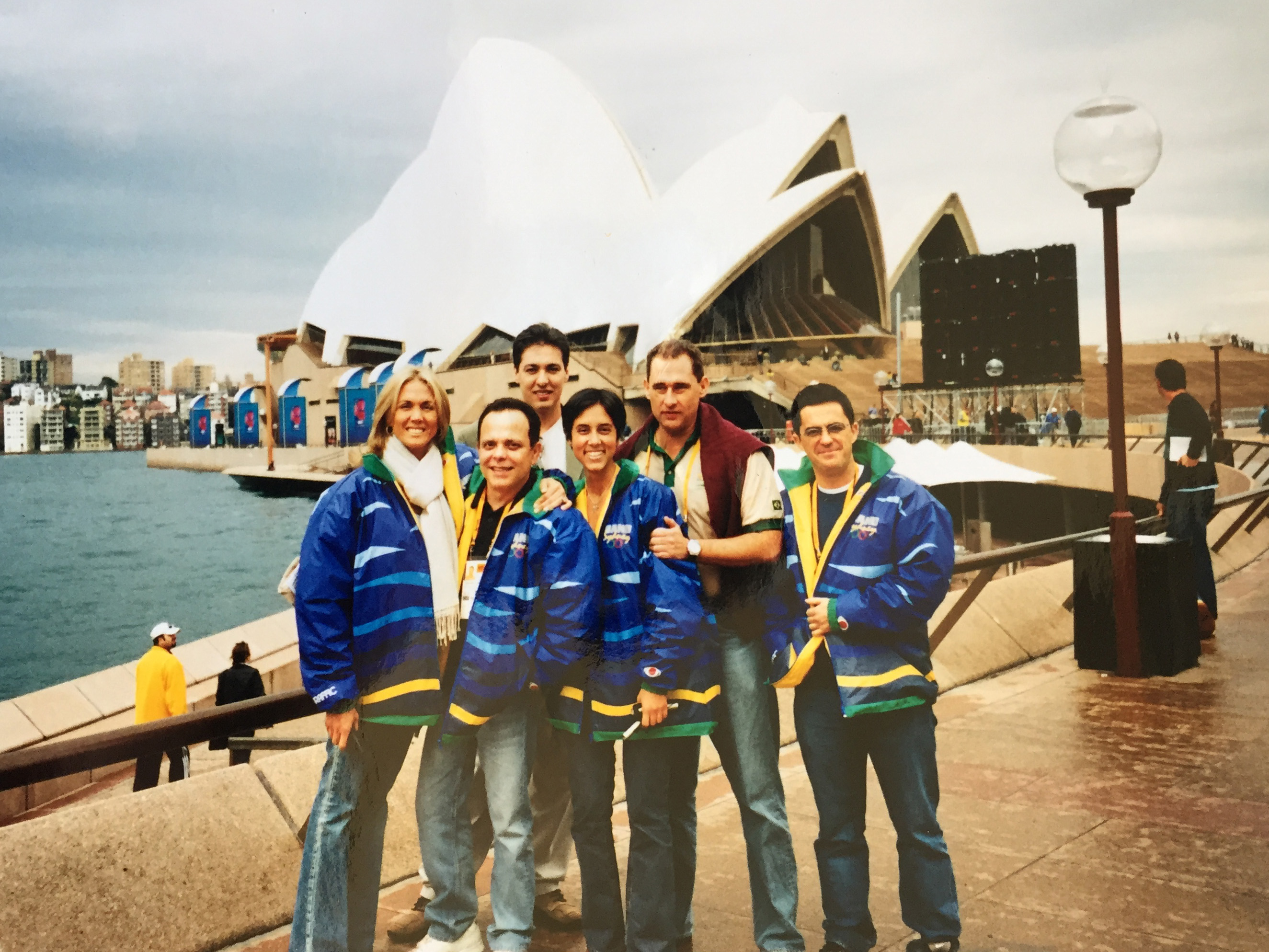
Adriana Bittar na Austrália para cobertura das Olímpiadas (2000)

Em 2000, pela Band, cobriu as Olimpíadas de Sydney, na Austrália, sua primeira cobertura olímpica. Na época, se destacou como uma das pioneiras no jornalismo esportivo, área onde havia poucas mulheres atuando.[carece de fontes?]
Em 2002, Adriana tirou um ano sabático e morou no Canadá, onde aprimorou o inglês e começou a estudar francês. Quando retornou, foi contratada pela TV Globo de São Paulo, em 2003. Na emissora foi repórter do Globo Esporte e Esporte Espetacular, chegando a aparecer em reportagens também no SPTV, Bom Dia Brasil, Jornal Hoje, Jornal da Globo, Jornal Nacional e Fantástico.
Em 2006, veio a proposta da TV Record. Na emissora da Barra Funda, a jornalista atuou em grandes reportagens e documentários para o Câmera Record e Domingo Espetacular. Lá também apresentava noticiários na bancada da Record News e um programa diário sobre medicina e saúde chamado Mistérios do Corpo. Pela Record, Adriana se firmou como jornalista internacional e viajou o mundo para gravar reportagens especiais. Foi correspondente internacional em Nova York, nos Estados Unidos, onde cobriu a morte do astro pop Michael Jackson, em 2009.

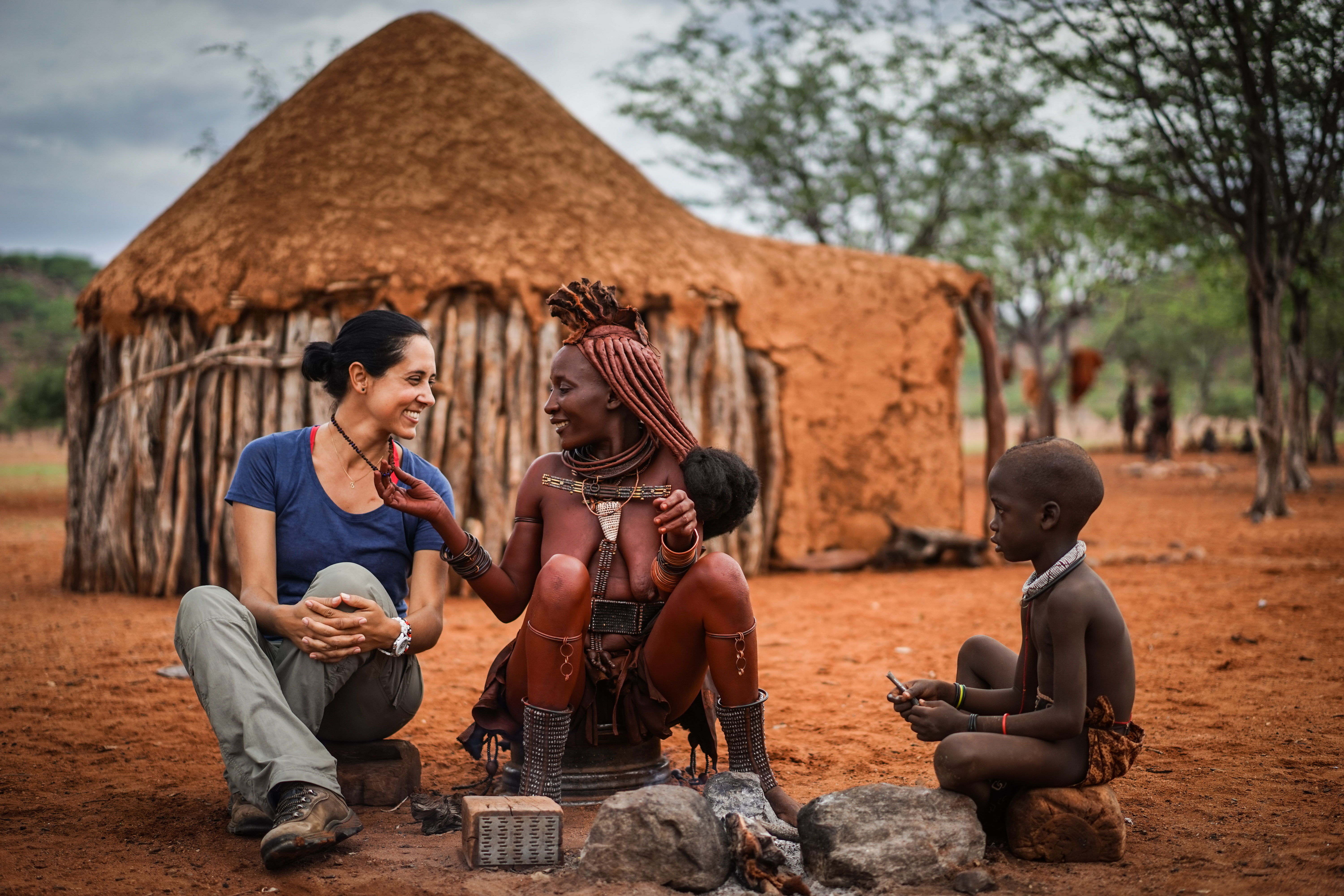
Adriana Bittar em Namíbia - África

Em 2010, integrou o time que cobriu a Copa do Mundo da FIFA, na África do Sul, entrando diariamente ao vivo, com atualizações sobre o Mundial.
Logo em seguida veio a oportunidade de ser correspondente no país africano. Adriana Bittar morou em Johannesburgo, na África do Sul, entre 2011 e final de 2012. Nesse período viajou pelo continente com histórias curiosas e marcantes.[carece de fontes?] Ainda em 2012, cobriu os Jogos Olímpicos de Londres. E em 2013 esteve em Barcelona para a cobertura do Mundial de Esportes Aquáticos.

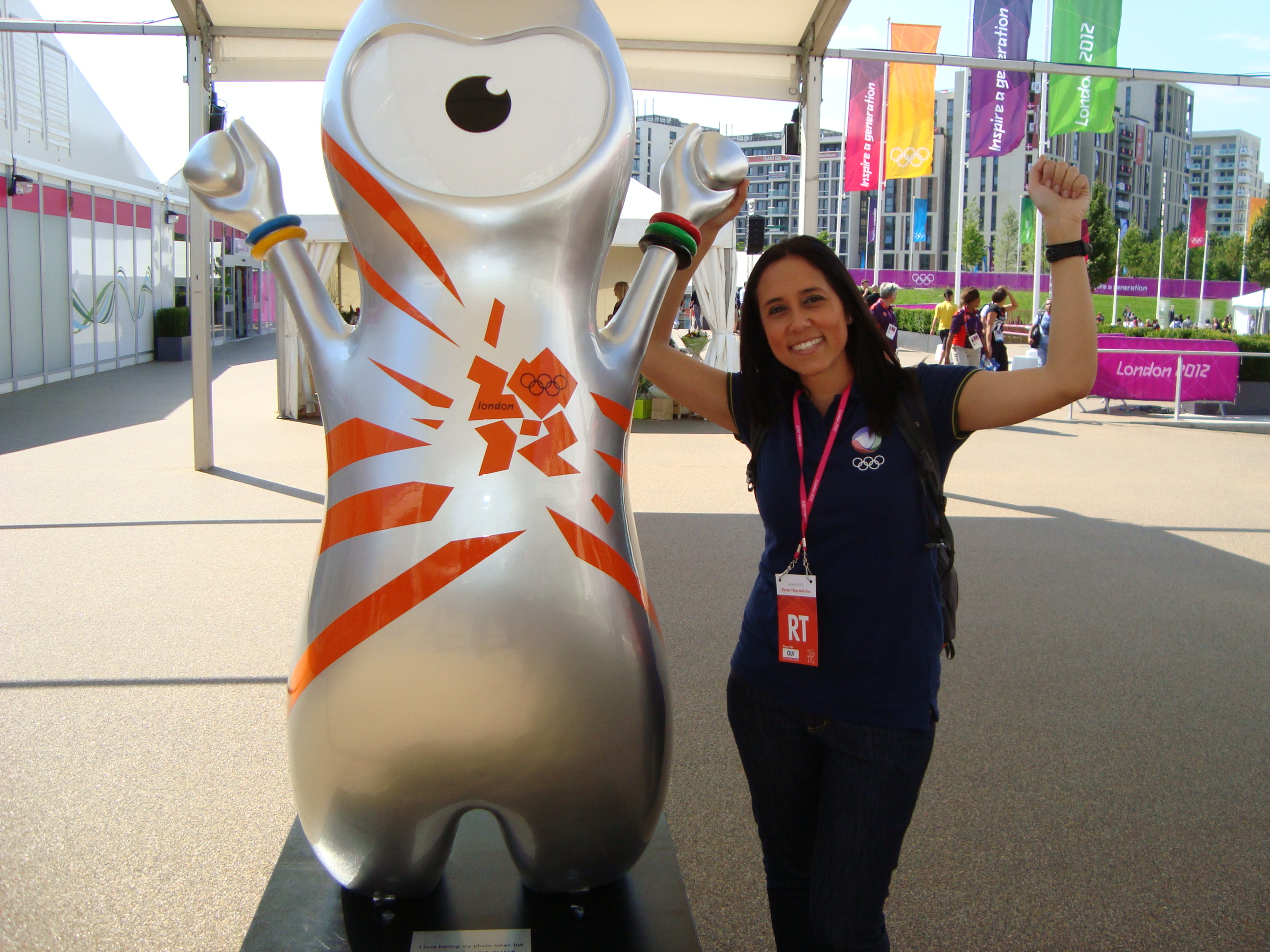
Adriana Bittar na cobertura dos Jogos Olímpicos de Londres (2012)

No final de 2014, o contrato com a Record não foi renovado e Adriana saiu da emissora.

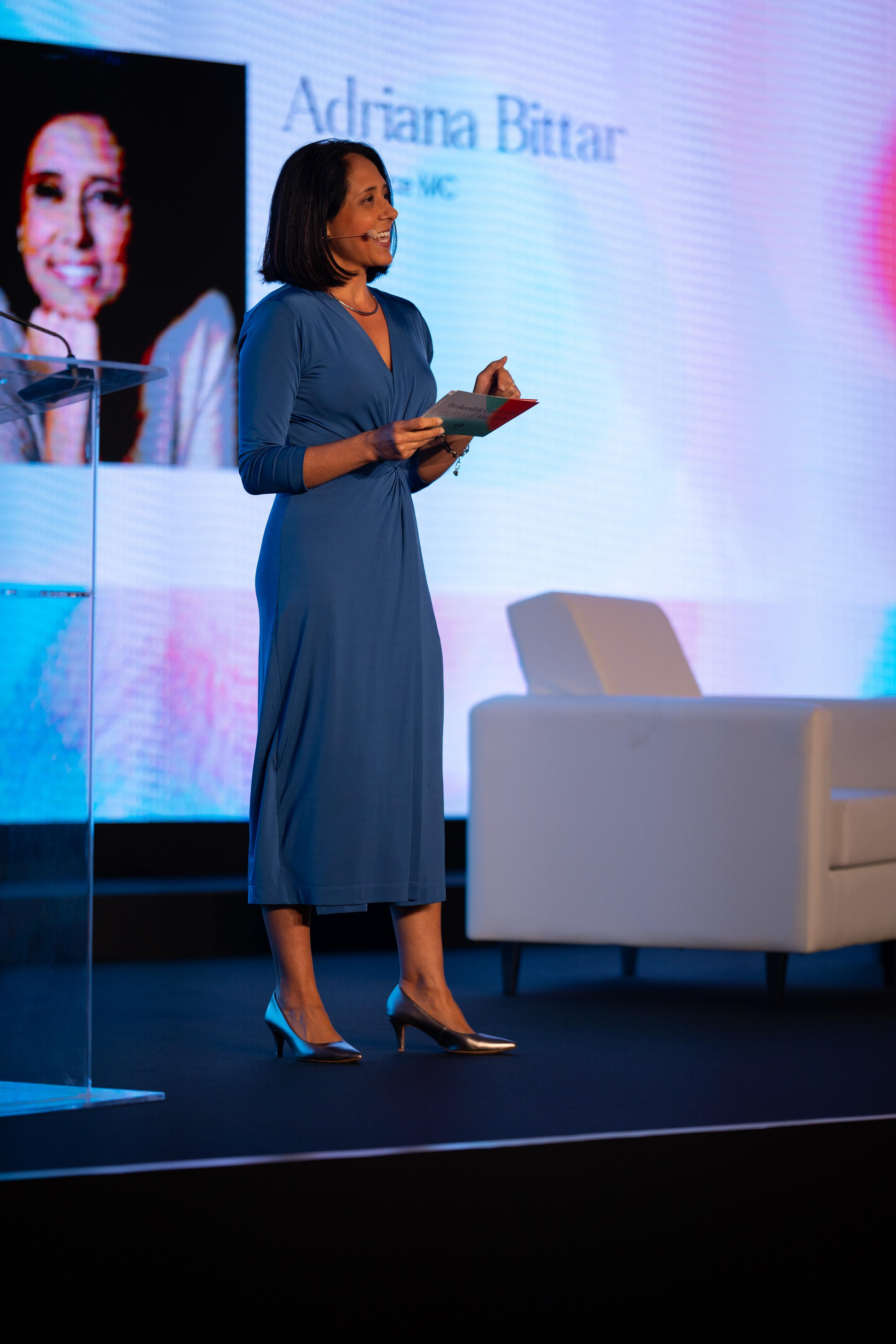
Adriana Bittar como Mestre de Cerimônias (2025)

Atualmente é uma das Mestres de Cerimônias mais requisitadas para eventos corporativos de grandes empresas, além de ser apresentadora de vídeos institucionais e influenciadora digital, falando sobre comunicação, oratória, viagens e estilo de vida.

### Vida pessoal
Casada com o fotógrafo Alexandre Suplicy desde 2009. O casal não teve filhos e vive em São Paulo.
1. 1 2 3 4 5 6 7  https://www.adrianabittar.com/sobre
2. ↑  https://natelinha.uol.com.br/noticias/2014/12/04/jornalista-adriana-bittar-deixa-a-record-apos-oito-anos-83075.php
3. ↑  https://www.adrianabittar.com/